# نیکو ملتیم
نیکو ملتیم (انگلیسی: Nico Melamed؛ زادهٔ ۱۱ آوریل ۲۰۰۱) بازیکن فوتبال اهل اسپانیا است.
از باشگاه‌هایی که در آن بازی کرده‌است می‌توان به باشگاه فوتبال اسپانیول اشاره کرد.
وی همچنین در تیم‌های ملی فوتبال زیر ۱۹ سال اسپانیا و زیر ۲۱ سال اسپانیا بازی کرده‌است.